# Konrad Zacher
Konrad Zacher (* 18. Januar 1851 in Halle; † 4. November 1907 in Breslau) war ein deutscher Klassischer Philologe, der als außerordentlicher Professor an der Universität Breslau wirkte (1881–1907).

## Leben
Konrad Zacher, der Sohn des Germanisten Julius Zacher (1816–1887), wuchs in Halle und Königsberg auf, wo sein Vater zunächst als Bibliothekar, später als Professor für Deutsche Philologie wirkte.
Konrad Zacher besuchte das Gymnasium zu Königsberg und ab 1863 die Lateinschule der Franckeschen Stiftungen zu Halle. Nach der Reifeprüfung (1867) studierte er Klassische Philologie, Geschichte und Pädagogik an den Universitäten zu Halle und Berlin, unterbrochen von freiwilliger Teilnahme am Deutsch-Französischen Krieg 1870/71. In Halle wurde Zacher 1873 mit der Dissertation De prioris nominum compositorum Graecorum partis formatione promoviert und 1877 habilitiert.
Nach einer einjährigen Studienreise in Italien (1880/1881) wurde Zacher als besoldeter außerordentlicher Professor für Klassische Philologie an die Universität Breslau berufen. Seit dem 1. Oktober 1884 erteilte Zacher auch Unterricht an der Königlichen Kunst- und Gewerbeschule im Fach Kunstgeschichte. Trotz langjähriger vielseitiger Lehrtätigkeit blieb er bis zu seinem Tod am 4. November 1907 außerordentlicher Professor und erhielt keine Rufe an auswärtige Universitäten.
Zacher beschäftigte sich in seiner Forschungsarbeit besonders mit dem Komödiendichter Aristophanes, der griechischen Wortbildungslehre und Aussprache. In der wissenschaftlichen Welt wurden seine Arbeiten wenig anerkannt. Besonders seine kritische Ausgabe der Ritter des Aristophanes (Leipzig 1897) wurde von der Fachwelt abschlägig beurteilt (Georg Kaibel, Johannes Vahlen).
Der Philologe Ulrich von Wilamowitz-Moellendorff versuchte Zachers akademisches Fortkommen zu behindern. In einem Brief an den Ministerialdirektor Friedrich Althoff vom 22. August 1889 ordnete er Zacher den„nullen und minusgrößen“ der Breslauer Philologie zu und fügte hinzu: „Kaibel und ich haben seiner zeit vergeblich vor Zacher gewarnt“. Als Zachers Ernennung zum Ordinarius im Gespräch war, führte Wilamowitz sein Urteil über Zacher weiter aus (Brief vom 8. Februar 1891):

„seine wissenschaftlichen leistungen, die Aristophanes oder vielmehr seine erklärer angehn, kann ich übersehn; sie sind nicht verkehrt aber entsetzlich geringfügig. und seine lehrerfolge sind am besten durch die privatdocenten charakterisirt, die ihm einer nach dem andern den rang abgelaufen haben.“

Auch Jahre später, am 13. August 1907, riet Wilamowitz von einer Beförderung Zachers dringend ab: „Das erste ist, das Zacher nicht aufrückt: da die Philologie in Schlesien jetzt schon so tief [s]teht wie nirgend, so kann man sie doch nicht durch die Beförderung eines Mannes ruiniren, der als Lehrer womöglich noch mehr Fiasco gemacht hat als als Gelehrter.“